# هال اچ‌جی‌تی-۳۶ یاشاس
هال اچ‌جی‌تی-۳۶ یاشاس) (به انگلیسی: HAL HJT-36 Yashas) (Sitārā: به معنی "افتخار") یک هواپیمای آموزشی جت است که توسط مرکز تحقیقات و طراحی هواپیما (به انگلیسی: Aircraft Research and Design Centre)(ARDC) طراحی و توسعه یافته و توسط هیندوستان آیروناتیکس لیمیتد (اچ اِی ال) برای نیروی هوایی هند و نیروی دریایی هند ساخته شده است.
هال اچ‌جِی‌تی-۳۶ جایگزین هال اچ‌جِی‌تی-۳۶ کیران به عنوان هواپیمای آزمایشی رده۲ برای این دو نیروی نطامی خواهد شد.
یاشاس یک جت آموزشی متعارف با بال‌های خمیده با زاویه کم، کابین‌های خلبان پشت سر هم و ورودی‌های هوای کوچک برای موتور در دو طرف بدنه آن است. این هواپیما در سال ۲۰۱۰ وارد تولید سری محدود شد، اما به گفته مقامات نیروی هوایی هند، به دلیل مسائل فنی مربوط به آزمایش ویژه گی‌ها در چرخش (در ماه مارس ۲۰۱۷) برای ورود به خدمت «ناشایست» باقی ماند. مشکلی مذکورنهایتا در طی آزمایشهای انجام شده در ژانویه ۲۰۲۲ مرتفع شد

## مشخصات (اچ‌جِی‌تی-۳۶ یاشاس، نمونه اولیه)

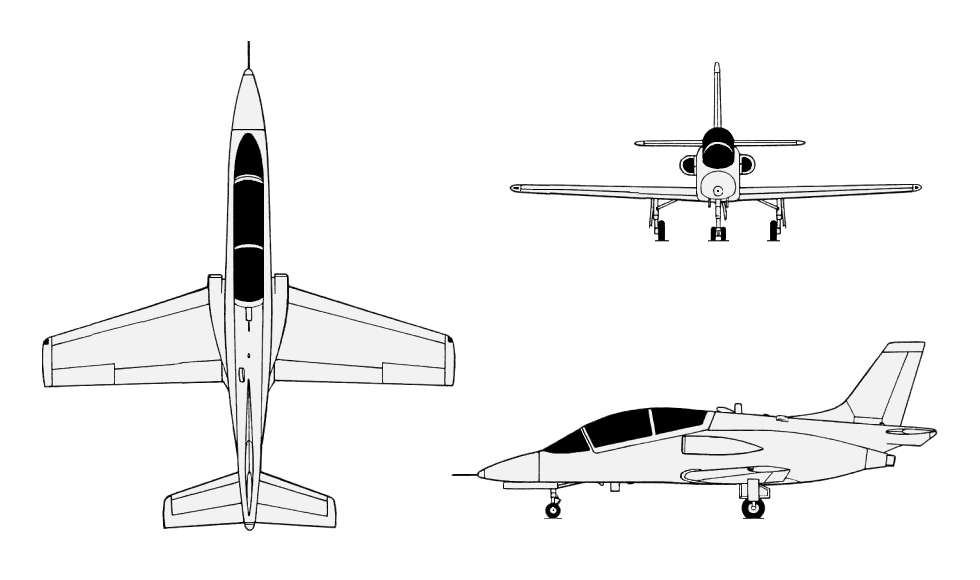
طرح سه نمای هواپیمای آموزشی
هال اچ‌جی‌تی-۳۶ یاشاس.

داده‌ها از Jane's All the World's Aircraft
ویژگی‌های عمومی
- خدمه: ۲
- طول: ۱۱ متر (۳۶ فوت ۱ اینچ)
- پهنای بال: ۱۰ متر (۳۲ فوت ۹٫۷۵ اینچ)
- ارتفاع: ۴٫۴ متر (۱۴ فوت ۵٫۲۵ اینچ)
- مساحت بال‌ها: ۱۷٫۵ متر مربع (۱۸۸٫۴ فوت مربع)
- نسبت اندازه: ۵٫۵
- وزن ناخالص: ۴٬۲۵۰ کیلوگرم (۹٬۳۷۰ پوند)
- بیشترین وزن برخاست: ۵٬۴۰۰ کیلوگرم (۱۱٬۹۰۵ پوند)
- ظرفیت سوخت: ۹۱۷ کیلوگرم (۲٬۰۲۲ پوند)
- پیشرانه: ۱ عدد موتورتوربوفن بدون پس سوز اسنکما لارزک اج۲۰–۰۴, ۱۴٫۱۲ کیلونیوتن (۳٬۱۷۵ پوند-نیرو) thrust   (نمونه اولیه)

عملکرد
- حداکثر سرعت: ۷۵۰ کیلومتر بر ساعت (۴۶۶ مایل بر ساعت، ۴۰۵ گره)
- حداکثر سرعت: ۰٫۷۵ ماخ
- بُرد: ۱٬۰۰۰ کیلومتر (۶۲۱ مایل، ۵۴۰ مایل دریایی)
- حداکثر ارتفاع: ۹٬۰۰۰ متر (۲۹٬۵۲۰ فوت)
- حد شتاب جی: +۷٫۰/–۲٫۵
- بارگیری بال: ۳۰۸٫۶ کیلوگرم بر متر مربع (۶۳٫۲۱ پوند بر فوت مربع)

تسلیحات

- آویزگاه‌های حمل سلاح: ۱ عدد زیر بدنه هواپیما و چهار عدد زیربالها با ظرفیت ۱٬۰۰۰ کیلوگرم (۲٬۲۰۰ پوند)